# Salinas de Garcí Mendoza
Salinas de Garcí Mendoza (früher: Salinas de Thunapa) ist eine Ortschaft im Departamento Oruro im Hochland des südamerikanischen Andenstaates Bolivien.

## Lage im Nahraum
Salinas de Garcí Mendoza ist Verwaltungssitz der Provinz Ladislao Cabrera und zentraler Ort im Municipio Salinas de Garcí Mendoza. Die Ortschaft liegt auf einer Höhe von 3733 m am Fuße des Cerro Caricha (4227 m), zwanzig Kilometer nördlich des Stratovulkans Tunupa. Zwanzig Kilometer nordwestlich von Salinas de Garcí Mendoza liegt der Salzsee Salar de Coipasa, fünfzehn Kilometer in südöstlicher Richtung der Salar de Uyuni, der größte Salzsee der Erde.

## Geographie
Salinas de Garcí Mendoza liegt auf dem bolivianischen Altiplano zwischen der Cordillera Occidental im Westen und der Cordillera Central im Osten.
Das Klima ist arid, der Jahresniederschlag beträgt nur 200 mm (siehe Klimadiagramm Salinas de Garcí Mendoza), bei einer ausgeprägten Trockenzeit von April bis November mit nur sporadischem Niederschlag; nur im Sommer von Dezember bis März fallen nennenswerte Niederschläge zwischen 20 und 70 mm im Monat. Die mittlere Durchschnittstemperatur der Region liegt bei etwa 4,5 °C und schwankt nur unwesentlich zwischen 0 °C im Juli und 7 °C im Januar.

## Verkehrsnetz
Salinas de Garcí Mendoza liegt in einer Entfernung von 261 Straßenkilometern südwestlich der Departamento-Hauptstadt Oruro.
Von Oruro aus führt die Nationalstraße Ruta 1 über eine Strecke von 116 Kilometern in südlicher Richtung durch die Städte Machacamarca und Poopó nach Challapata. In Challapata zweigt die Ruta 30 nach Südwesten ab und führt nach 30 Kilometern über Santiago de Huari zum Río Laca Jahuira. Unmittelbar nach Überquerung des Flussbetts zweigt eine unbefestigte Landstraße in westlicher Richtung ab, die über Santuario de Quillacas, Bengal Vinto und Tambo Tambillo nach 115 Kilometern Salinas de Garcí Mendoza erreicht.

## Bevölkerung
Die Einwohnerzahl der Ortschaft ist in den vergangenen zwei Jahrzehnten um fast die Hälfte angestiegen:
| Jahr | Einwohner | Quelle       |
| ---- | --------- | ------------ |
| 1992 | 405       | Volkszählung |
| 2001 | 584       | Volkszählung |
| 2012 | 593       | Volkszählung |
| 2024 |           | Volkszählung |

Die Region weist einen hohen Anteil an Aymara-Bevölkerung auf, im Municipio Salinas de Garcí Mendoza sprechen 85,3 Prozent der Bevölkerung Aymara.

## Wirtschaft
Südöstlich der Ortschaft wird auf einer Schwemmfächer-Ebene von 10 km² intensiver Anbau von Quinoa betrieben, die in der Stadt selbst in einem Verarbeitungsbetrieb für den Vertrieb in Bolivien und für den Export aufgearbeitet wird, so dass Salinas de Garcí Mendoza heute den Beinamen „Hauptstadt der Quinoa“ trägt.